# Katedrála svatého Florina (Vaduz)
Katedrála svatého Florina (německy St. Florinskirche nebo Kathedrale St. Florin in Vaduz), je neogotický kostel ve Vaduzu, hlavním městě Lichtenštejnského knížectví, a zároveň ústředním kostelem římskokatolické arcidiecéze Vaduz. Původně farní kostel obdržel status katedrály v roce 1997 společně s povýšením Vaduzu na arcibiskupství.

## Historie
Kostel byl postaven roku 1874 Friedrichem von Schmidt na místě dřívějšího středověkého kostela. Patronem kostela je Florin z Remüsu (Florinus), světec z 9. století z údolí Vinschgau.
Do 2. prosince 1997 spadal lichtenštejnský děkanát pod duchovní správu švýcarské churské diecéze. Velkolepá veřejná slavnost se konala 12. prosince 1997, ve farním kostele ve Vaduzu, který byl povýšen na katedrálu.
Arcidiecéze vaduzská byla zřízena římským papežem Janem Pavlem II. v apoštolské konstituci Ad satius consulendum.

## Externí odkazy

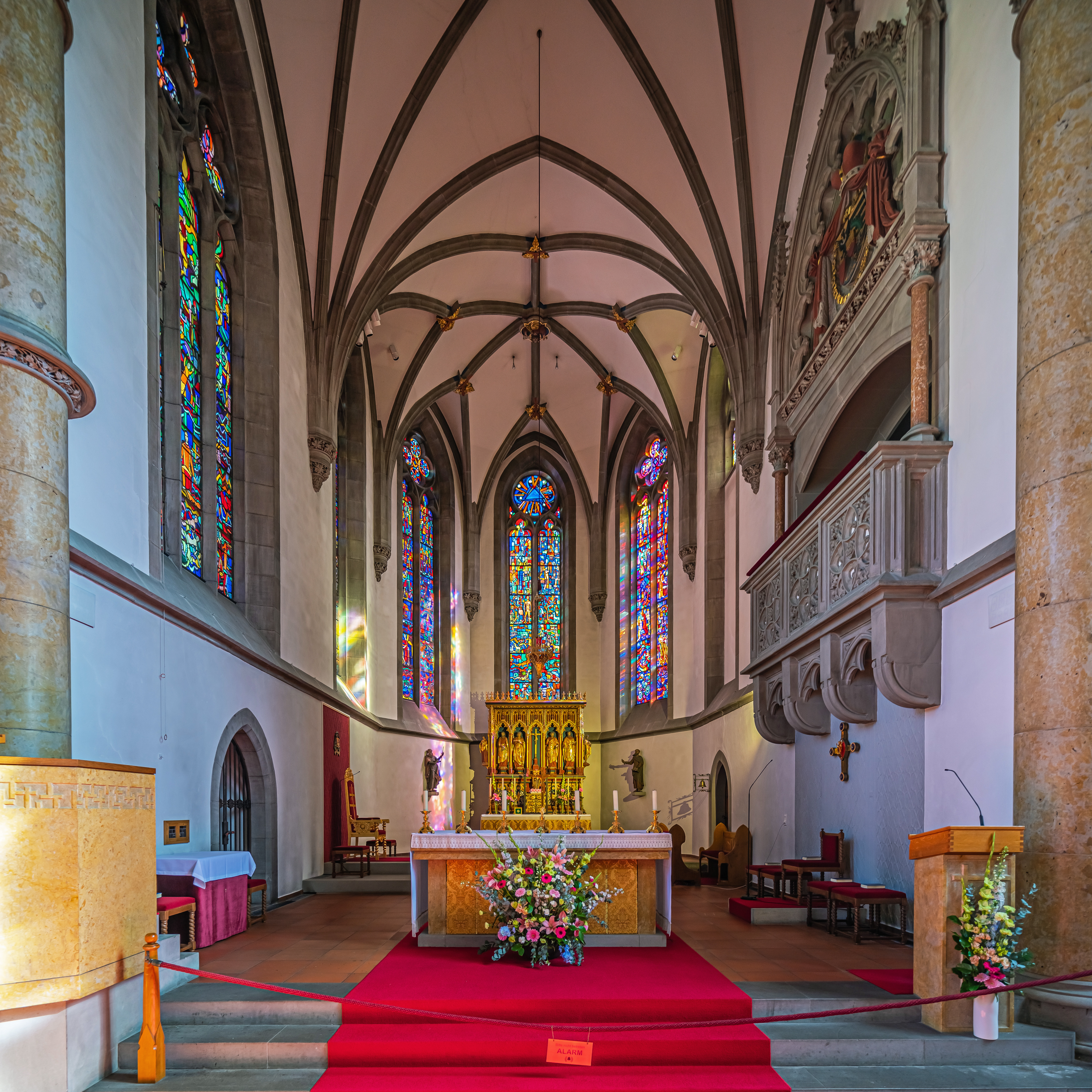
Interiér katedrály

## Knížecí hrobka při katedrále
Lichtenštejnský kníže František Josef II. a jeho manželka, kněžna Georgina rozená hraběnka von Wilczek (Vlček), byli roku 1989 oba pohřbeni v katedrále a odpočívá zde také kněžna Elsa, manželka knížete Františka I.